# Władysław Borowykow
Władysław Borowykow, ukr. Владислав Боровиков (ur. 10 sierpnia 1973) – ukraiński szachista, arcymistrz od 2001 roku.

## Kariera szachowa
Na arenie międzynarodowej pojawił się po rozpadzie Związku Radzieckiego, od razu osiągając sukcesy. W 1992 r. zdobył w Sas van Gent tytuł wicemistrza Europy juniorów do lat 20 (za Aleksiejem Aleksandrowem) oraz złoty medal w pierwszych indywidualnych mistrzostwach Ukrainy. W 1993 r. zwyciężył w kolejnych mistrzostwach Europy do lat 20, rozegranych w Vejen. Do końca 1999 r. sporadycznie uczestniczył w sportowej rywalizacji, nie osiągając znaczących rezultatów. Do czynnej gry powrócił w 2000 r., dzieląc w Sewastopolu II m. w mistrzostwach kraju (za Władimirem Rogowskim, wspólnie z m.in. Ołeksandrem Nosenko) oraz zwyciężając w otwartym turnieju w Charkowie.
Sukcesy w kolejnych latach:
- 2001 – dz. I m. w Kijowie (z Władimirem Potkinem), dz. I m. w Kazimierzu Dolnym (z Wadymem Szyszkinem), dz. II m. w mistrzostwach Ukrainy (za Aleksandrem Bierełowiczem, z Andrijem Wołokitinem), II m. w Poznaniu (za Lubomirem Michalecem), dz. I m. w Rowach (z Jurijem Zezulkinem), I m. w Jarnołtówku),
- 2002 – dz. I m. w Kazimierzu Dolnym (z Mirosławem Grabarczykiem i Serhijem Fedorczukiem), dz. I m. w Pardubicach (z Walerijem Newerowem, Zbynkiem Hráčkiem, Ernesto Inarkiewem, Władimirem Burmakinem, Péterem Ácsem i Dmitrijem Jakowienką),
- 2003 – dz. II m. w mistrzostwach Ukrainy (za Jewhenem Miroszniczenką, z Pawłem Eljanowem, Wołodymyrem Małaniukiem, Serhijem Kariakinem, Giennadijem Kuźminem, Aleksandrem Kowczanem, Spartakiem Wysoczinem(inne języki), Władimirem Rogowskim i Zacharem Jefimienką), dz. I m. w Pampelunie (z Iwanem Czeparinowem i Roberto Cifuentesem Paradą),
- 2004 – dz. I m. w Nettetalu (z Ołehem Romanyszynem),
- 2005 – III m. w mistrzostwach Ukrainy[3], dz. I m. w Senden (z Dmitrijem Saulinem),
- 2006 – dz. I m. w Senden (z Ivánem Faragó),
- 2008 – dz. I m. w Bad Wörishofen (z Henrikiem Teske, Eduardasem Rozentalisem, Władimirem Burmakinem, Jurijem Drozdowskim i Władimirem Georgiewem), dz. I m. w Werther (Westf.) (z Siergiejem Owsiejewiczem).

Najwyższy ranking w dotychczasowej karierze osiągnął 1 lipca 2010 r., z wynikiem 2601 punktów zajmował wówczas 17. miejsce wśród ukraińskich szachistów.